# Pseudomys gouldii
Pseudomys gouldii är en däggdjursart som först beskrevs av Waterhouse 1839. Pseudomys gouldii ingår i släktet australmöss och familjen råttdjur. Arten förklarades 1990 av IUCN som globalt utdöd. En genetisk studie från 2021 indikerar dock att den fortfarande lever på små öar utanför Västra Australiens kust. Inga underarter finns listade i Catalogue of Life.
Denna gnagare förekom i Australien i delstaterna Western Australia, South Australia och New South Wales. För artens habitat finns inga uppgifter. Individerna bildade mindre familjegrupper med 4 till 8 medlemmar som levde tillsammans i underjordiska bon som fodrades med torrt gräs. Pseudomys gouldii utrotades troligen av introducerade tamkatter.